# ایگناسیو مندی
ایگناسیو مندی (اسپانیایی: Ignacio Mendy‎؛ زادهٔ ۲۹ ژوئن ۲۰۰۰) بازیکن راگبی ۷ نفره اهل آرژانتین است.
وی در مسابقات کشوری و بین‌المللی در مجموع برندهٔ ۱ مدال طلا، ۱ مدال برنز شده‌است.